# کریستوفر ساتن (دوچرخه‌سوار)
کریستوفر ساتن (اسپانیایی: Christopher Sutton‎؛ زادهٔ ۱۰ سپتامبر ۱۹۸۴) دوچرخه‌سوار اهل استرالیا است.
از باشگاه‌هایی که در آن رکاب زده‌است می‌توان به تیم دوچرخه‌سواری کوفیدیس، تیم دوچرخه‌سواری کوفیدیس، کنندیل–دراپاک، و تیم اسکای اشاره کرد.